# Fietssnelweg F14
De fietssnelweg F14 (ook fietsostrade F14 genoemd) is een fietssnelweg van Antwerpen naar Roosendaal (Nederland). De fietssnelweg is nog niet volledig gerealiseerd. Ze zal uiteindelijk 27 kilometer lang zijn tot aan de grens met Nederland in Essen, er ontbrak in juni 2020 nog iets meer dan één kilometer.

## Achtergrond
De aanleg startte in 2011. Op onderdelen van het traject ondervindt de provincie problemen bij het onteigeningsproces, wat heeft geleid tot vertragingen. Volgens de initiatiefnemer, de provincie Antwerpen, worden de fietsroutes vooral voor woon-werkverkeer gebruikt maar dienen ze ook het fietstoerisme.
Het project wordt deels gefinancierd door de provincie en deels door de Vlaamse overheid, middels het fietsfonds.

## Traject
De fietsostrade loopt vanaf spoorwegstation Luchtbal langs spoorlijn 12 naar de Belgisch-Nederlandse grens.
Een website van de vijf Vlaamse provincies beschrijft anno 2021 de helft van het traject als autoluw. Bijna het hele traject is bewegwijzerd, verlicht en befietsbaar.